# Jászkisér
Jászkisér – miasto na Węgrzech, w Komitacie Jász-Nagykun-Szolnok, w powiecie Jászapáti.